# Falkemedia
Falkemedia (Eigenschreibweise falkemedia) ist ein Special-Interest-Verlag mit Sitz in Kiel. 

## Geschichte
In dem Verlag erscheinen zahlreiche Foto-, Koch- und Computermagazine. Gegründet wurde er 1994 unter dem Namen Falke-Verlag von Kassian Alexander Goukassian, der auch Geschäftsführer ist. Seit August 2014 hat der Verlag die Rechtsform einer GmbH & Co. KG.

## Objekte
Falkemedia publiziert die Magazine Mac Life, iPad Life. die Fotografie- und Bildbearbeitungsmagazine DigitalPHOTO, CanonFoto, das Musikproduktionsmagazin Beat, die Kochmagazine So is(s)t Italien, LandGenuss, Mein LandRezept und MeinZaubertopf. Hinzu kommen Sonderausgaben wie die MacBIBEL, die iPadBIBEL, die iPhoneBIBEL, die PhotoshopBIBEL und seit 2014 auch die DSLR-Spezials CanonBIBEL und die NikonBIBEL. Außerdem die Stadtmagazine KIELerLEBEN, RENDSBURGerLEBEN sowie die Webauftritte von Sylt Fräulein und Förde Fräulein. 
Im Sommer 2010 übernahm der Verlag die Rechte des Magazins Bücher von der insolventen VVA Kommunikation GmbH. Die Zeitschrift, die seit dem 3. Dezember 2010 bei Falkemedia erscheint, wurde im Februar 2011 mit dem eigenen Magazin hörBücher zu einer neuen Einheit verschmolzen. Im März 2013 kam das Samsung Galaxy Handbuch als Sonderausgabe zu den Android-Geräten von Samsung hinzu, gefolgt von dem regelmäßig erscheinende Magazin Galaxy Life. Seit 2014 gibt es die Magazine in einer Vielzahl eigenständiger Kiosk-Apps für iOS und Android.
Im Januar 2023 wurde die Magazin Verlag Hamburg HMV GmbH übernommen. Dieser Verlag produziert sieben Titel, vorrangig hochwertige Anzeigenblätter im Hamburger Alstertal.
2025 übernahm Falkemedia das Magazin Stereo.

## Entwicklung
Mit der Pocket-Academy erschien im Juli 2014 als iOS-Lern-App die erste Ausgabe einer „Academy für die Hosentasche“. Die erste widmete sich mit 100 Videotipps dem Apple-Betriebssystem iOS in der Version 7. Es erschienen weitere Pocket-Academy-Apps zu iOS8, iOS9, iOS10 und den folgenden OS X-Betriebssystemen Mavericks, Yosemite, El Capitan und macOS Sierra. In einer Kooperation mit Bosch wurde im Juli 2015 außerdem die App Simply Yummy veröffentlicht, eine App mit anfangs 50 Rezepten und 25 Video-Anleitungen dazu. Seit August 2014 publiziert Falkemedia Fachbücher zu den Themenbereichen Apple-Hard- und -Software. Im August 2015 übernahm der Verlag die Abonnenten des eingestellten Fachmagazins Macwelt der IDG Magazine GmbH.
2016 entwickelten die Redakteure das Magazin meinThermo. Letzteres wurde weniger Monat später in mein ZauberTopf umbenannt.  